# ویشچنتا
ویشچنتا (به لاتین: Wieszczęta) یک روستا در لهستان است که در گمینا یاشنگتسا واقع شده‌است. ویشچنتا ۱٫۹۹۴ کیلومتر مربع مساحت و ۴۸۷ نفر جمعیت دارد.